# Puss in Boots (film, 1988)
Pour plus de détails, voir Fiche technique et Distribution.
Puss in Boots est un film américain réalisé par Eugene Marner, sorti en 1988.
Ce film est une version musicale du conte le Chat botté.

## Fiche technique
- Réalisation : Eugene Marner
- Scénario : Carole Lucia Satrina, d'après le conte de Charles Perrault
- Montage : Eugene Marner et Carole Lucia Satrina
- Musique : Michael Abbott
- Société de production : Golan-Globus Productions
- Pays d'origine :  États-Unis
- Langue originale : anglais
- Genre : film musical
- Durée : 96 minutes
- Dates de sortie : 
  - États-Unis : juin 1988

## Distribution
- Christopher Walken (VF : Patrick Messe) : le Chat botté
- Jason Connery : Corin
- Carmela Marner : la princesse Vera
- Yossi Graber : le roi
- Amnon Meskin as l'ogre
- Elki Jacobs : Lady Clara
- Michael Schneider : Walpole